# Ocaso (color)

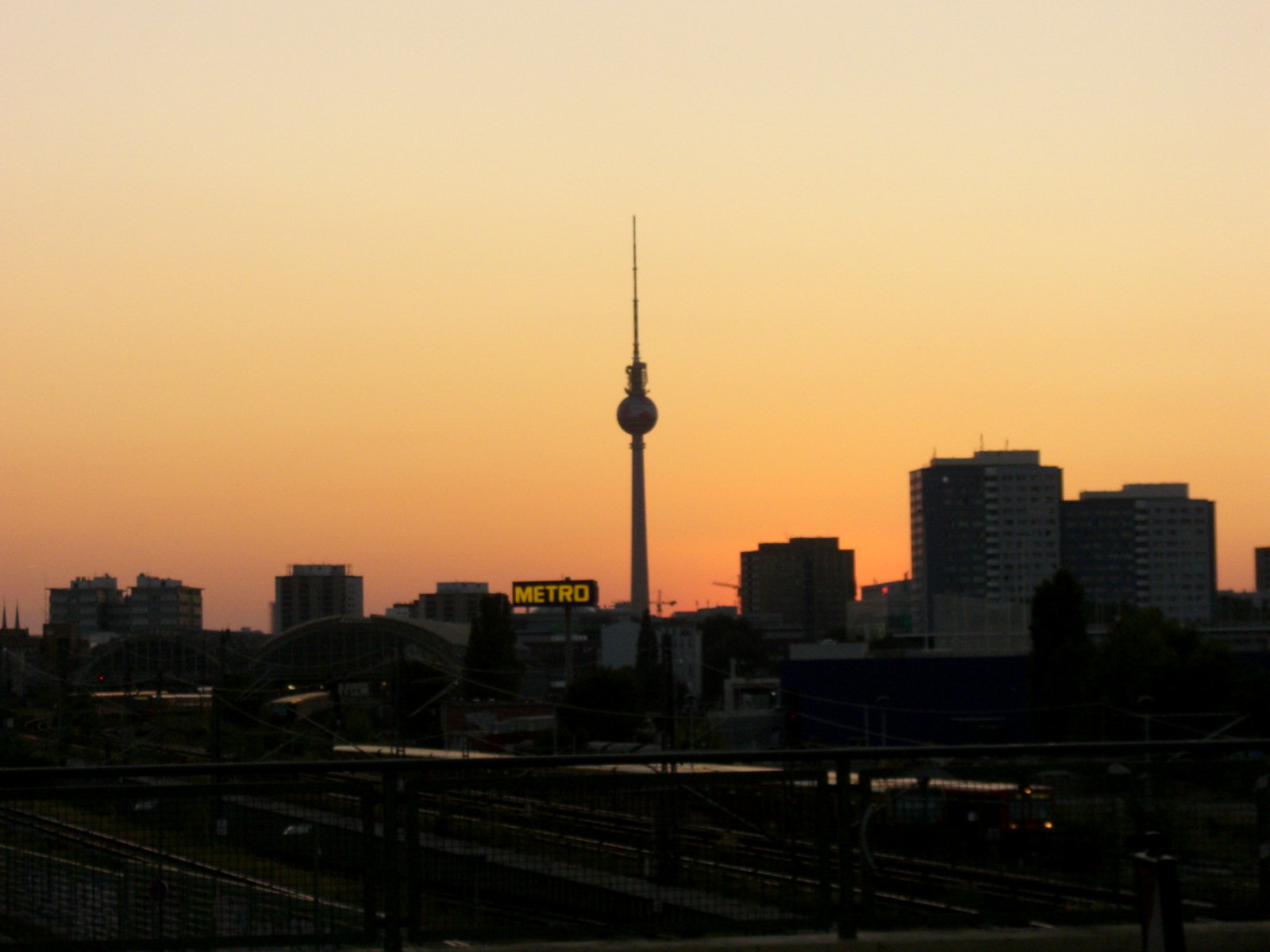
Ocaso en Berlín.

El ocaso es un color de una pálida tonalidad de naranja. Es una representación del color en medio las nubes, esto es cuando la luz del sol se refleja en ellos durante una puesta del sol. El primer uso registrado del ocaso como un nombre de color en Inglés fue en 1916. El ocaso es un color popular en el diseño interior que se utiliza cuando un tono cálido pálido que se desea.